# ألف جونز (لاعب كرة قدم أسترالية)
ألف جونز (بالإنجليزية: Alf Jones)‏ هو لاعب كرة قدم أسترالية أسترالي، ولد في 27 مايو 1885 في غيلونغ في أستراليا، وتوفي في 19 فبراير 1929 في Malvern East, Victoria ‏ في أستراليا.

## وصلات خارجية
- ألف جونز على موقع AustralianFootball.com (الإنجليزية)
- ألف جونز على موقع AFLtables.com (الإنجليزية)